# Triunghiul de autostrăzi Bayreuth/Kulmbach

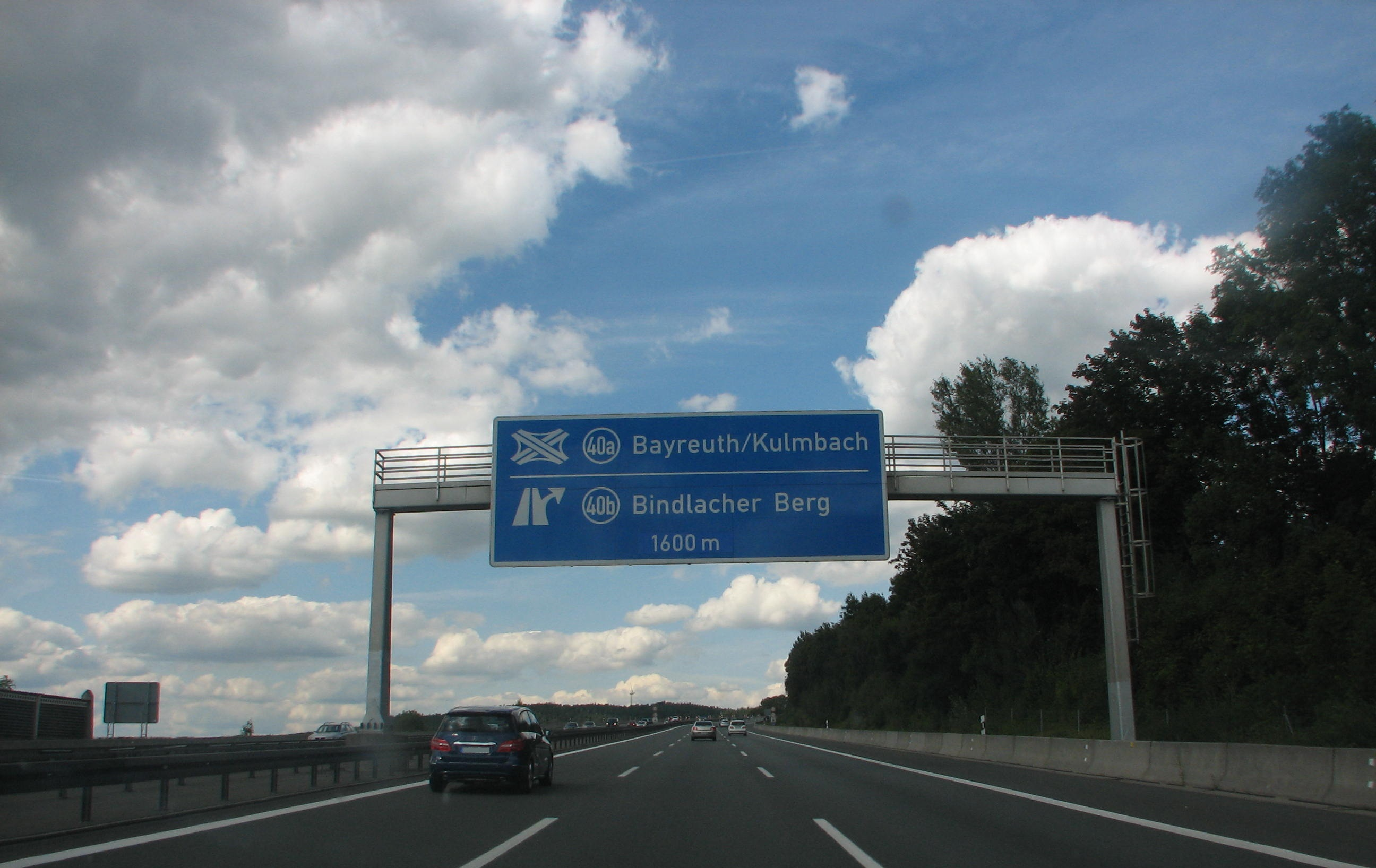
A 9 direcția Berlin înainte de triunghi

Triunghiul de autostrăzi Bayreuth/Kulmbach (abreviere: AD Bayreuth/Kulmbach; forma scurtă: Dreieck Bayreuth/Kulmbach) este un triunghi de autostrăzi în nord-estul landului Bavaria în districtul administrativ Franconia Superioară.
Aici autostrada A 70 (Schweinfurt – Bayreuth) se termină în autostrada A 9 (Berlin – Leipzig – München). La TA Bayreuth/Kulmbach, Drumul european E48 își schimbă direcția de pe A 70 pe A 9 spre Berlin și merge împreună cu Drumul european E51 care vine de la München.

## Geografie
Granița dintre comunitatea Harsdorf, care se află la vest de TA, și orașul Bad Berneck, care se află la est de aceasta, trece prin triunghi. Orașele din apropiere sunt Nenntmannsreuth, Altenreuth și Zettmeisel. Este situat la aproximativ 10 km nord de Bayreuth, 40 km sud-vest de Hof și 55 km est de Bamberg.
Triunghiul de autostrăzi Bayreuth/Kulmbach are intersecția numărul 40a pe A 9 și numărul 26 pe A 70.

## Istoric
Construcția autostrăzii pornită din triunghi a început în noiembrie 1937, dar lucrările au trebuit să fie oprite în septembrie 1939 din cauza celui de-Al Doilea Război Mondial. Abia în 1958 a fost deschis primul drum cu două benzi de circulație către Unterbrücklein (intersecția Kulmbach/Neudrossenfeld). A doua bandă de circulație în sens contrar a fost deschisă la 1 octombrie 1970.
Numele actual al structurii este derivat din orașele Bayreuth și puțin mai îndepărtatul Kulmbach, care sunt situate în apropierea triunghiului. Inițial numele pentru triunghiul de autostrăzi au fost Triunghiul Kulmbach și Triunghiul Nenntmannsreuth. În septembrie 1972, în conformitate cu liniile direcției publice, structura a fost numită triunghiul de autostrăzi Bayreuth după un oraș mai mare apropiat. Au urmat discuții în urma cărora s-a stabilit denumirea actuală.

## Forma constructivă
Acest triunghi de autostrăzi este acum dezvoltat ca un triunghi complet. Înainte de renovarea din anii 1990, avea forma constructivă a trompetei orientată spre stânga. O caracteristică specială este drumul de legătură dintre rampele semi-directe Bamberg–Berlin și München–Bamberg. Acestea au fost necesare deoarece rampa München–Bamberg se bifurcă de la A 9 înainte de nodul Bindlacher Berg și astfel posibilitatea de a continua spre Berlin să nu fie stânjenită. În acest sens, și triunghiul de autostrăzi Dresda-Nord are o formă de construcție similară.
Triunghiul formează o joncțiune dublă pe A 9 cu ieșirea Bindlacher Berg.
Pentru a crea legături între tronsoanele de autostradă au fost construite patru poduri de autostradă. În nordul și vestul triunghiului, două drumuri municipale unesc structura.